# تل پا رجاءآباد
تل پا رجاء آباد مربوط به دوره هخامنشی است و در شهرستان مرودشت، بخش مرکزی، دهستان محمدآباد، ۱ کیلومتری جنوب شرقی روستای رشمیجان، در میان اراضی کشاورزی واقع شده و این اثر در تاریخ ۱۸ شهریور ۱۳۸۷ با شمارهٔ ثبت ۲۳۴۲۷ به‌عنوان یکی از آثار ملی ایران به ثبت رسیده‌است.